# Тереничи
Тере́ничи (бел. Цярэ́нічы) — агрогородок в Гомельском районе Гомельской области Беларуси. Административный центр Тереничского сельсовета.

## География
В 31 км на юго-запад от Гомеля. В 18 км от железнодорожной станции Уза.

### Гидрография
На юго-западе река Беличанка (приток реки Уза). На севере канал, связанный с рекой Хочамля, являющейся притоком Узы.

## История
Согласно письменным источникам, поселение известно с XVI века в Речицком повете Минского воеводства Великого княжества Литовского. В 1503, 1525—1527 годах упоминается в источниках по конфликту между ВКЛ и Московским государством. В 1560 году 2 дыма. В 1640-е годы согласно инвентаря Гомельского староства деревня с 2 дымами, 2 службами. Две пустыни: Лесковская и Пидыхтовская. Также в актах Литовского трибунала упомянута в 1752 году. После 1-го раздела Речи Посполитой (1772 год) в составе Российской империи. В 1861 году у хозяина имения имелась ветряная мельница. В 1884 году работали хлебозапасный магазин и народное училище. С 1885 года действовала церковь. В 1897 году в одноимённом фольварке имелась ветряная мельница и церковь. В 1908 году в Телушской волости Гомельского уезда Могилёвской губернии.
В 1926 году действовали почтовое отделение, школа, лечебный пункт.
С 8 декабря 1926 года центр Тереничского сельсовета Уваровичского, с 17 апреля 1962 года Гомельского районов Гомельского округа, с 20 февраля 1938 года Гомельской области.
В 1930 году организован колхоз «1 Мая». Работали 2 водяные мельницы, 2 кузницы.
Во время Великой Отечественной войны на фронтах погибли 202 жителя деревень колхоза «1 Мая». В память о погибших установлен памятник.
В 1959 году центр колхоза «1 Мая». Размещаются 9-летняя школа, Дом культуры, библиотека, комплексный приёмный пункт, амбулатория, детский сад, отделение связи, баня, магазин.

## Население

### Численность
- 2004 год — 209 дворов, 563 жителя.

### Динамика
- 1882 год — 60 дворов, 377 жителей
- 1897 год — 117 дворов, 769 жителей (согласно переписи).
- 1908 год — 150 дворов, 985 жителей.
- 1959 год — 674 жителя (согласно переписи).
- 2003 год — 567 жителей, 216 дворов[3].
- 2004 год — 209 дворов, 563 жителя.

## Транспортная система
Транспортная связь по просёлочной, а затем по автомобильной дороге Жлобин — Гомель. В агрогородке 209 жилых домов (2004 год). Планировка состоит из слегка выгнутой улицы, с направленностью с юго-востока на северо-запад, к ней примыкают с севера 2 улицы. Застройка двухсторонняя, дома преимущественно деревянные, усадебного типа.

## Улицы
- 1 Мая
- Ленина
- Победы
- Свободы
- Советская
- Юбилейная
- Ильича

## Достопримечательность
- Памятник землякам, погибшим в Великой Отечественной войне.